# Grete Meisel-Heß

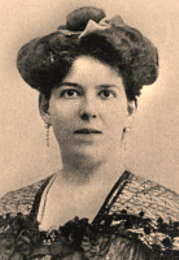
Grete Meisel-Heß

Grete Meisel-Heß (* 18. April 1879 in Prag, Österreich-Ungarn; † 18. April 1922 in Berlin) verheiratete Gellert, war eine österreichische Schriftstellerin und Frauenrechtsaktivistin.

## Leben

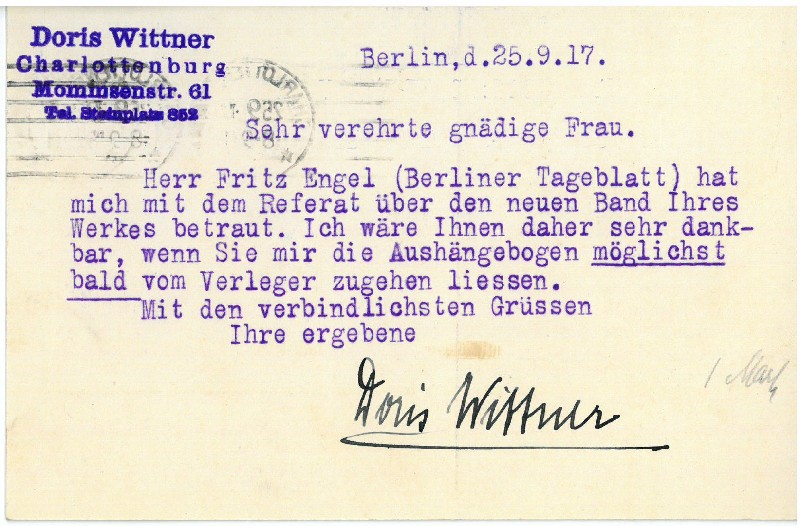
Postkarte von Doris Wittner an Meisel-Heß vom 25. September 1917 mit Bezug auf einen Auftrag von Fritz Engel vom Berliner Tageblatt hinsichtlich eines neu erschienenen Werkes

Meisel-Heß wuchs als Tochter eines wohlhabenden jüdischen Fabrikbesitzers in Wien auf. Sie besuchte Schulen in Prachatitz und ab 1894 in Wien und belegte danach in Wien als außerordentliche Gasthörerin Vorlesungen Philosophie, Soziologie und Biologie. Sie begann ab dem Jahr 1900 unter ihrem Geburtsnamen Romane, Novellen und Aufsätze zu veröffentlichen. Sie befasste sich dabei mit Sozial- und Sexualreformen, der Emanzipation der Frauen und Individualismus. Sie wandte sich deutlich gegen den 1903 veröffentlichten Bestseller Otto Weiningers Geschlecht und Charakter. Die herrschende Sexualmoral kritisierte sie als Doppelmoral und bezeichnete Prostitution als Auswirkung der sozialen Unfreiheit. Sie stand dem Bund für Mutterschutz nahe.
Im Jahr 1908 ging sie nach Berlin, wo sie ab 1909 mit dem Architekten Oskar Gellert in zweiter Ehe verheiratet lebte. Gegen Ende ihres Lebens befürwortete sie die „natürliche Rolle der Frau“ sowie Rassenhygiene. Gegen Ende ihres Lebens glaubte sie, sie könne seit langer Zeit nicht mehr das Haus verlassen, da "Geister" darauf lauerten, sie umzubringen. Ilse Reicke und Helene Friederike Stelzner konnten sie dann in die Charite bringen.

## Werke
- Eine sonderbare Hochzeitsreise. Neue Novellen, o. J.
- Generationen und ihre Bildner. Ein Essay. Edelheim, Berlin 1901. 37 S.
- In der modernen Weltanschauung. H. Seemann, Leipzig 1901. 113 S.
- Suchende Seelen. Drei Novellen. H. Seemann, Leipzig 1903. 146 S. (online – Internet Archive). Neuausgabe Hofenberg, Berlin 2022, ISBN 978-3-7437-4445-5
- Annie – Bianka. Eine Reisegeschichte. H. Seemann, Leipzig 1903. 73 S. (Seemanns kleine Unterhaltungsbibliothek, Bd. 9)
- Weiberhaß und Weiberverachtung. Eine Erwiderung auf die in Dr. Otto Weiningers Buche Geschlecht und Charakter geäusserten Anschauungen über "Die Frau und ihre Frage". Verlag "Die Wage", Wien 1904. VI, 70 S. (Digitalisat und Volltext im Deutschen Textarchiv). Neuausgabe Hofenberg, Berlin 2015, ISBN 978-3-8430-9667-6
- Die Stimme, Roman in Blättern. Wedekind, Berlin 1907. 413 S. Neuausgabe Hofenberg, Berlin 2021, ISBN 978-3-7437-4215-4
- Die sexuelle Krise. Eine sozialpsychologische Untersuchung. Verlag Eugen Diederichs, Jena 1909. XVI, 414 S. (online – Internet Archive). Neuausgabe Hofenberg, Berlin 2015, ISBN 978-3-8430-9665-2
- Fanny Roth. Eine Jung – Frauengeschichte. Seemann, Berlin – Leipzig 1910. 134 S. (Siesta, Bibliothek beliebter zeitgenössischer Erzähler, Bd. 5). Neuausgabe Hofenberg, Berlin 2022, ISBN 978-3-7437-4252-9
- Die Intellektuellen. Roman. 1. Auflage. Oesterheld, Berlin 1911. 512 S. (online – Internet Archive). Neuausgabe Hofenberg, Berlin 2015, ISBN 978-3-8430-9663-8
- Das Wesen der Geschlechtlichkeit. In: Die Zukunft 25 (1917 (Band 98, Nr. 21)), S. 221–223 (online - Biblioteka Elbląska)
- Sexuelle Rechte. Selbstverlag des Bundes für Mutterschutz, Berlin 1912. 12 S. (Schriften des Deutschen Bundes für Mutterschutz, Ortsgruppe Berlin, Flugschrift Nr. 4, Aus: Die neue Generation, Jg. 8, Heft 4)
- Geister, Novellen, 1912
- Betrachtungen zur Frauenfrage. Prometheus Verlags – Gesellschaft, Berlin 1914. 282 S.
- Krieg und Ehe. Selbstverlag des Bundes für Mutterschutz, Berlin 1915. 15 S. Aus: Kriegshefte des Deutschen Bundes für Mutterschutz und Sexualreform
- Das Wesen der Geschlechtlichkeit. Die sexuelle Krise in ihren Beziehungen zur sozialen Frage und zum Krieg, zu Moral, Rasse und Religion und insbesondere zur Monogamie. In 2 Bänden. 1. – 3. Tsd. Verlag Eugen Diederichs, Jena 1916. XXXV, 312/313–666 S.
- Die Bedeutung der Monogamie. Verlag Eugen Diederichs, Jena 1917. XXVIII, 212 S.
- Die Ehe als Erlebnis. H. Diekmann, Halle (Saale) 1919. 238 S. (Diekmanns Denkwürdigkeiten – Erinnerungen – Bücherei, Bd. 2)